# Sertularia tatarica
Sertularia tatarica är en nässeldjursart som beskrevs av Kudelin 1913. Sertularia tatarica ingår i släktet Sertularia och familjen Sertulariidae. Inga underarter finns listade i Catalogue of Life.